# Pleasant Plains (Arkansas)
Pour les articles homonymes, voir Pleasant Plains.
Pleasant Plains est un village situé dans l’État américain de l'Arkansas, dans le comté d'Independence.